# Monsterkurve
Als Monsterkurve oder Teragon (v. griech.: teras = Drache, Monster) bezeichneten die Mathematiker des späten 19. und frühen 20. Jahrhunderts die geometrischen Kurven mit höchst seltsamen Eigenschaften, die damals entdeckt wurden.

## Beispiele
Beispiele für Monster-Kurven sind:
- Die erste veröffentlichte Monsterkurve war die Weierstraß-Funktion von Karl Weierstraß, der sie 1872 in der Berliner Akademie der Wissenschaften vorstellte.[1][2]
- Die Koch-Kurve, 1904 vorgestellt, ist überall stetig, aber nirgends differenzierbar.
- Die Hilbert-Kurve und die Peano-Kurve bestehen ganz aus eindimensionalen Strecken, füllen jedoch eine zweidimensionale Fläche aus. Sie werden daher als raumfüllende Kurven bezeichnet. Beide sind auch wie die Koch-Kurve überall stetig, aber nirgends differenzierbar.

## Konstruktion
Die Monsterkurven entstehen vor allem durch wiederholte geometrische Ersetzungssysteme: Eine anfängliche Strecke, der so genannte Initiator, wird durch eine andere geometrische Figur, auch Generator genannt, ersetzt. Die dadurch entstandenen neuen Strecken können nun wiederum als Initiatoren angesehen und durch Generatoren ersetzt werden, und dieser Prozess führt, wenn man ihn unendlich oft wiederholt, zu Kurven mit den genannten seltsamen Eigenschaften.
Viele dieser Kurven lassen sich auch durch Lindenmayer-Systeme erzeugen.

## Bedeutung
Da den Mathematikern diese Eigenschaften so seltsam erschienen, verbannte man diese Kurven in das Reich der mathematischen Kuriositäten und beschäftigte sich nicht weiter mit ihnen. Erst nach und nach befasste man sich näher mit den Fragen, die sie aufwarfen, etwa dem Problem der Dimensionen. Diese Fragen führten oft zu entscheidenden Fortschritten in der Mathematik. 
Die meisten Monsterkurven sind Fraktale.